# Apalachicola (folyó)
Az Apalachicola folyó egy 180 km hosszú folyó az amerikai Florida államban. A Flint és a Chattahoochee folyók egyesüléséből jött létre és a Mexikói-öbölbe torkollik. A három folyó együttes vízgyűjtő területe mintegy 51 799 km² (20 000 sq mi).

## Élővilág
A folyó környezetében mintegy hatvanféle fa, 1300 fajta növény, 131 halfaj, 308 madárfaj és 57 emlősfaj él. Két igen ritka örökzöld található meg a folyó vízgyűjtő-területén, az egyik a nagymagvú tiszafák nemzetségébe tartozó Torreya taxifolia és a tiszafafélék családjába tartozó Taxus floridana. A folyóban mintegy 33 kagylófaj él. A terület egyik jellegzetes állatfaja a georgiai üregteknős. A folyó vízgyűjtő-területén található Florida legnagyobb ártéri erdeje.